# Gaëlle Niaré
Pour les articles homonymes, voir Niaré (homonymie).
Gaëlle Niaré (née le 12 mars 1982 à Colombes) est une athlète française, spécialiste du saut en hauteur. Elle est la fille de Namakoro Niaré et la sœur d'Yves Niaré.

## Biographie
En 1999, elle se classe troisième des premiers championnats du monde cadets à Bydgoszcz en Pologne. Elle se classe par ailleurs quatrième des championnats d'Europe juniors de 2001.
Elle remporte six titres de championne de France du saut en hauteur : quatre en plein air en 2000, 2002, 2003 et 2004, et deux en salle en 2000 et 2003.

## Palmarès
| Date | Compétition                    | Lieu      | Résultat | Marque |
| ---- | ------------------------------ | --------- | -------- | ------ |
| 1999 | Championnats du monde jeunesse | Bydgoszcz | 3e       | 1,84 m |
| 2003 | Championnats du monde          | Paris     | qual.    | 1,85 m |

- Championnats de France d'athlétisme :
  - vainqueur du saut en hauteur en 2000, 2002, 2003 et 2004
- Championnats de France d'athlétisme en salle :
  - vainqueur du saut en hauteur en 2000 et 2003

### Records
| Épreuve         | Performance | Lieu          | Date                    |
| --------------- | ----------- | ------------- | ----------------------- |
| Saut en hauteur | 1,93 m      | Rennes Munich | 7 juin 2003 8 août 2004 |